# Louis James Alfred Lefébure-Wély
Pour les articles homonymes, voir Lefébure.
 (avril 2018).
Louis James Alfred Lefébure-Wély, ou Lefébure-Wely, né le 13 novembre 1817 à Paris où il est mort dans le 18e arrondissement le 31 décembre 1869, est un pianiste, organiste, improvisateur et compositeur français.

## Biographie

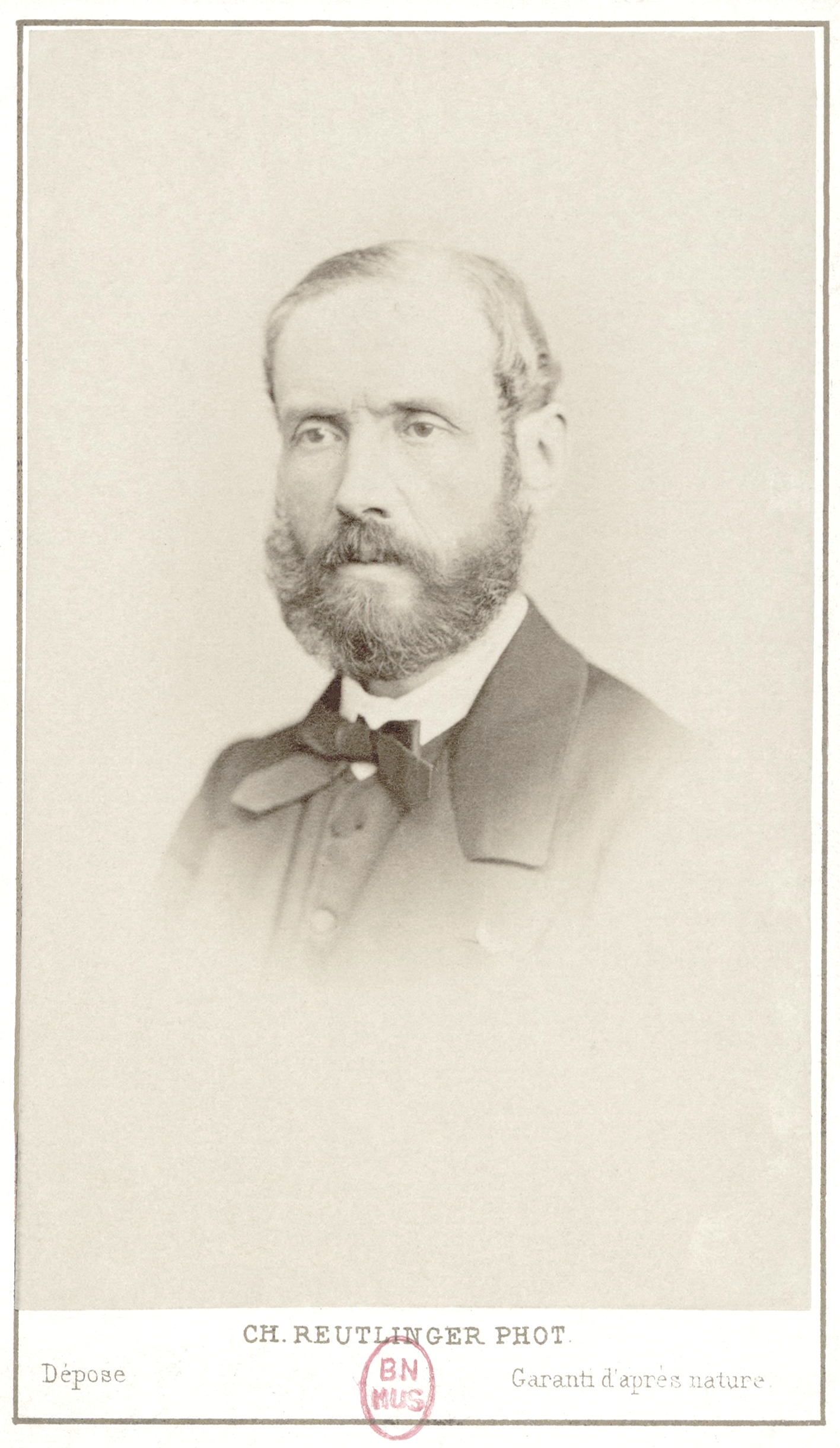
Louis James Alfred Lefébure-Wély photographié par Charles Reutlinger en 1860.

Il est le fils de l’organiste et pianiste Isaac-François Lefébure-Wely (1756-1831), dit Antoine Lefébure-Wely depuis qu'il officie à l'église Saint-Roch en 1805, et auquel il succédera à la mort de son père. Enfant prodige, il peut dès ses huit ans remplacer son père rhumatisant à l'orgue de l'église. Grâce à la protection de la reine Marie-Amélie de Bourbon, il succède officiellement à son père à la tribune de Saint-Roch en 1831, où il restera jusqu'en 1846.
En 1835, il est le lauréat des premiers prix d'orgue — avec  François Benoist — et de piano — avec Pierre Zimmermann (1785-1853) et Laurent — du Conservatoire de Paris. Sa carrière d'organiste débute donc à Saint-Roch, se poursuit à l'église de la Madeleine, de 1847 à 1857, puis à l'église Saint-Sulpice, de 1863 jusqu'à sa mort en 1869. Grand ami du facteur d'orgue Aristide Cavaillé-Coll, il est choisi pour inaugurer nombre de ses instruments à Paris ou en province, dont le nouvel orgue de Sainte-Clotilde, conjointement avec César Franck, le 19 décembre 1859. Durant toute sa carrière, il est reconnu comme un grand improvisateur, ce qui lui vaut l'admiration de Saint-Saëns.
À partir de 1834, il étudie la composition au Conservatoire avec Henri Montan Berton et ensuite avec Jacques Fromental Halévy. Il prend aussi des leçons avec Adolphe Adam et se fait conseiller par Louis-Nicolas Séjan. En tant que compositeur, il a surtout écrit de la musique religieuse, dont trois messes, des pièces pour piano, harmonium et orgue. Il est aussi l’auteur de trois symphonies, d'une cantate (Après la victoire) et d'un opéra (Les Recruteurs, livret d'Amédée de Jallais et Alphonse Vulpian, 1795?-1829) présenté sans succès à l’Opéra-Comique en 1861.
À l'orgue, son style musical le démarque de ses contemporains, préférant au style romantico-symphonique un style plus orchestral. Certaines de ses œuvres ne manquent pas de rappeler de la musique de fanfare de village ou de la musique pour limonaire. Il excelle dans les Fantaisies imitatives, et sa Scène pastorale avec orage offre un excellent exemple des possibilités descriptives de l'orgue de son époque. Sa technique brillante au pédalier — ce que ses œuvres publiées ne démontrent pas — lui a valu la dédicace de Charles-Valentin Alkan pour ses 12 Études pour les pieds seulement et celle de César Franck pour son Final en si bémol pour orgue, op. 21.
Louis Lefébure-Wély a épousé le 15 avril 1843 à Paris Joséphine Thérèse Court (1825-1876). Le couple a trois enfants, Anne Marie Charlotte (1844-1876), Alexandrine Émilie (1845-1914), Louis Achille (1850-1875).
Louis Lefébure-Wély meurt à 16 h 30 le 31 décembre 1869 (on donne parfois 1870 comme année du décès), et il est inhumé à Paris au cimetière du Père-Lachaise (4ème division).

## Principales œuvres pour orgue ou harmonium
- Fantaisie brillante sur des motifs de «La Norma», musique de Bellini, composée pour le Poïkilorgue, ou Orgue expressif et dédiée à Mr. Zimmermann, op. 7, Paris, Nicou-Choron, (v.1840).
- 12 Pensées musicales pour l'harmonium, à Fromental Halévy, op. 28, en 2 suites (v. 1844), Paris, Richault.
- Six Offertoires pour l’Orgue, à Monseigneur Fayet, en 2 livres (v. 1845), sans pédale obligée.
- Six Grands Offertoires pour l'Orgue op. 35, à Ambroise Thomas, en 2 livres, (v. 1846), avec pédale.
  - no 1 en si bémol majeur
  - no 2 en fa majeur
  - no 3 en ut majeur
  - no 4 en sol majeur
  - no 5 en la majeur
  - no 6 en ut mineur/majeur
- Les Chants du Soir pour orgue expressif (harmonium) (1858).
- Recueil de Six Morceaux pour l’Orgue, contenant 3 Marches et 3 Élévations op. 38. Graff (ca. 1858), sans pédale obligée.
- Fantaisie pour orgue expressif (1858).
- Adagio
- Romance sans paroles op. 92
- Pifferari
- Venite adoremus
- Élégie op. 96
- 6 Morceaux religieux
- Hymne è la Vierge - Méditation religieuse, pour harmonicorde, violon et violoncelles ad lib., Heugel (1857)
- Meditaciones religiosas op. 122 pour orgue. Dédié à Sa Majesté la Reine Doña Isabel II [d’Espagne]. Régnier-Canaux (1858)
  - 1. Andante en si bémol majeur
  - 2. Offertoire « Grand Chœur » en sol mineur
  - 3. Récit de Hautbois en la majeur
  - 4. Marche en fa majeur
  - 5. Andante en mi bémol majeur
  - 6. Fugue en ré mineur
  - 7. Andante en fa majeur « Chœur de Voix humaines »
  - 8. Sortie en si bémol majeur
  - 9. Marche funèbre en do mineur
  - 10. Offertoire (Introduction - Prière) en ré majeur
- Les Noces Basques op. 139, caprice de genre pour harmonium ou harmonicorde (un instrument qui combinait un piano avec un harmonium), dédié à son élève et ami M. Xavier Arcos.
- L’Office Catholique. 120 Morceaux divisés en dix Suites composés pour l’Harmonium ou l’Orgue à tuyaux, op. 148. Hommage à Monseigneur de la Bouillerie, Évêque de Carcassonne. Régnier-Canaux, s.d. (v. 1861).
- Boléro de Concert en sol mineur op. 166 pour orgue expressif (harmonium) ou orgue sans pédale obligée. Régnier-Canaux, (1865).
- Fantaisie sur La Flûte enchantée pour orgue ou harmonium, Paris (1865).
- L’Organiste Moderne, Collection de Morceaux d’Orgue dans tous les Genres. En 12 Livraisons. Hommage à M.. l’Abbé Hamon, Curé de St. Sulpice. Ces Morceaux ont été écrits sur les Motifs improvisés aux Offices de St. Sulpice. (1867-69).
- Livraison 1 :
  - 1. Pastorale en sol majeur
  - 2. Communion en sol majeur
  - 3. Verset sur le chant de l’hymne de la Pentecôte en mi bémol majeur
  - 4. Verset en fa majeur
  - 5. Offertoire en fa majeur
- Livraison 2 :
  - 1. Élévation ou Communion en la mineur
  - 2. Verset en ré majeur
  - 3. Offertoire en sol majeur
- Livraison 3 :
  - 1. Communion en fa majeur
  - 2. Fugue en mi mineur
  - 3. Offertoire en fa majeur
- Livraison 4 :
  - 1. Offertoire en do majeur
  - 2. Verset en la mineur
  - 3. Élévation ou Communion en si bémol majeur
- Livraison 5 :
  - 1. Offertoire en do majeur
  - 2. Pastorale en do majeur
- Livraison 6 :
  - 1. Procession – Adoro te, 1re, 2e et 5e strophes, en mi bémol majeur
  - 2. Marche en mi bémol majeur
- Livraison 7 :
  - 1. Morceau pouvant servir à une messe de mariage ou pendant une procession, en fa majeur
  - 2. Sortie en sol mineur
- Livraison 8 :
  - 1. Sortie en si bémol majeur
  - 2. Prélude en ré majeur
  - 3. Verset en la majeur
  - 4. Élévation ou Communion en mi majeur
- Livraison 9 :
  - 1. Scène pastorale pour une inauguration d’orgue ou Messe de minuit, en sol majeur
  - 2. Noël varié – Offertoire pour le Jour de Noël (7 var.)
- Livraison 10 :
  - 1. Offertoire en ré mineur
  - 2. Verset en sol majeur
- Livraison 11 :
  - 1. Sortie en mi bémol majeur
  - 2. Fugue en ré mineur
  - 3. Élévation ou Communion en do majeur
- Livraison 12 :
  - 1. Offertoire en do majeur
  - 2. Fugue en sol mineur
  - 3. Marche en do majeur
- Fireside Harmonies, (1867) recueil de 6 pièces pour harmonium, Chicago : Root & Cady :  1. Prière - 2. Pastorale - 3. Berceuse - 4. Romance - 5. Rêverie - 6. Marche.
- Nuits napolitaines, op. 183 (1868), recueil de 6 pièces pour harmonium :  1. Soupirs et regrets, 4. Nuits napolitaines, Sur le golfe, La ronde des gardes du roi (rondo).
- Trois suites pour harmonicorde
  - Suite I : L’angélus – Pastorale – Roma – Sabato sancto – Naples – La prière sur le Vésuve – Rêverie – Invocation – Naples – Tarantelle.
  - Suite II : Pèlerinage – Le retour des épousés – La désespérance – Air de ballet – Montagnarde – Marche des gardes.
  - Suite III : La prise de voile – Le Guet – L’ange du sommeil – La nuit de Noël – Sérénade espagnole – Romance sans paroles – La Provençale.
- Vade Mecum de l'Organiste op. 187, Paris, Grus. s. d. (v. 1869), 106 pièces brèves pour orgue sans pédale ou harmonium (entrées, sorties de chœur, versets, préludes pour Amen, élévations et communions, offertoires, marches brillantes pour processions).
- Les Grandes Orgues, vade mecum des Églises (1877), recueil posthume incluant le Vade Mecum op. 187.

## Principales œuvres pour piano
Environ 150 pièces pour piano, dont :
- 24 Études pour piano op. 25
- 12 Études de salon pour piano (v. 1860) : 12. Aux armes!
- Les cloches du monastère, nocturne pour piano, op. 54
- L’heure de la prière, nocturne pour piano, op. 54b
- Saltarelle, étude pour le piano op. 57
- La retraite militaire, caprice de genre pour piano, op. 65
- La clochette du pâtre, nocturne pour piano, op. 102 (v. 1850)
- Impressions de voyage, 3 morceaux caractéristiques pour le piano : no 1 Le Rêve de Graziella, op. 113 - no 2 Les Binioux de Naples, op. 114
- Après la chasse, chœur à boire, caprice pour piano, op. 130
- Titania, fantaisie de concert, op. 170 (vers 1865)
- Valse de Venzano (Célèbre valse de L. Venzano chantée par Mme Gassier pour piano solo), s.d.
- «La Flûte Enchantée» Duo brillant, 1869.

## Autres œuvres
- Fantaisie concertante pour piano et hautbois, ou flûte, dédiée au Dr. Ricord, par ses amis Lefébure-Wély et Triebert, op. 1, Paris, Lemoine.
- Duo concertant pour piano et hautbois sur les motifs du Brasseur de Preston d'Ad. Adam, composé et dédié par l'auteur à Mrs Lefébure-Wély et Triebert, op. 3, Paris, Delahante.
- Grande Fantaisie de concert pour piano et orgue expressif (harmonium) (1855).
- Sonate dramatique pour piano et violon (1868).
- Quatuor (1847), manuscrit.
- Quintette (1851), manuscrit.
- 3 Messes, une avec orgue, deux avec orchestre, restées manuscrites.
- 3 Symphonies.
- Des pièces vocales, dont :
  - O salutaris pour chant avec accompagnement d'orgue (v. 1855)
- Une cantate : Après la victoire.
- Un opéra : Les Recruteurs, publié en 1864.

### Partitions
- « Louis James Alfred Lefébure-Wély » (partitions libres de droits), sur l'IMSLP

### Discographie
- «Lefébure-Wély : Messe de Noël à Saint-Sulpice (L'organiste moderne).»

Programme : Antienne «Adoremus et procidamus», Marche en mib majeur, «Adoro te» (alterné), motet «Tantum ergo», hymne «Sacris solemniis» (alternée), Élévation en la mineur, Marche en ut majeur, Noël varié, Offertoire pour le jour de Noël, Sanctus, motet «O Salutaris», Pastorale en sol majeur, Agnus Dei, Communion en fa majeur, «Domine salvum», sortie «Missum redemptorem», Sortie en sib majeur et Cloches.
La Lyre Séraphique, Vincent Genvrin, grand orgue Cavaillé-Col de Saint-Sulpice et direction. France: Éditions Hortus, 1995. Hortus 005. 1 CD.